# Barycheloides chiropterus
Barycheloides chiropterus là một loài nhện trong họ Barychelidae. Loài này phân bố ờ Nouvelle-Calédonie.